# نکروفیلیاک
نِکروفیلیاک یا مرده‌خواه (به فرانسوی: Le Nécrophile) نام اولین رمان نویسنده و مترجم فرانسوی، گابریل ویتکوپ است.

## خلاصه رمان نکروفیلیاک
داستان به صورت خاطرات روزانهٔ فردی به نام لوسیان بیان می‌شود. بخش زیادی از کتاب به توصیف و شرح عشق بازی او با اجساد اختصاص دارد.

## در ایران
در ایران کتاب «نکروفیلیاک یا مرده‌خواه» توسط علی طباخیان به فارسی ترجمه شده است.